# Cessna CitationJet
La série des Cessna CitationJet/CJ (modèle 525) sont des biréacteurs d'affaires légers construit par Cessna à Wichita dans le Kansas. La gamme d'avions d'affaires Citation comprend 7 familles distinctes d'avions. Le modèle 525 CitationJet est à la base de l'une de ces familles qui comprend les modèles CJ, CJ1, CJ1+, M2, CJ2, CJ2+, CJ3, CJ3+ et CJ4. Le 2000e CitationJet a été livré en 2017.

## Développement
Le modèle original 525 CitationJet fut développé pour remplacer les modèles Citation et Citation I, il fut lancé en 1989. Bien qu'il fût finalement un tout nouvel avion, le CitationJet utilisait une version modifiée de la partie avant du fuselage du Citation, mais avec une nouvelle voilure à profil supercritique et un nouvel empennage en T. Il était équipé de deux turbofans Williams FJ44 et d'une instrumentation de bord de type EFIS, il était en outre certifié pour être piloté par un seul homme. Le fuselage du CitationJet est 27 cm plus court que celui du Citation I mais a un couloir central abaissé permettant de gagner en hauteur de cabine. Le CitationJet effectua son premier vol le 29 avril 1991 et fut livré le 30 mars 1993.

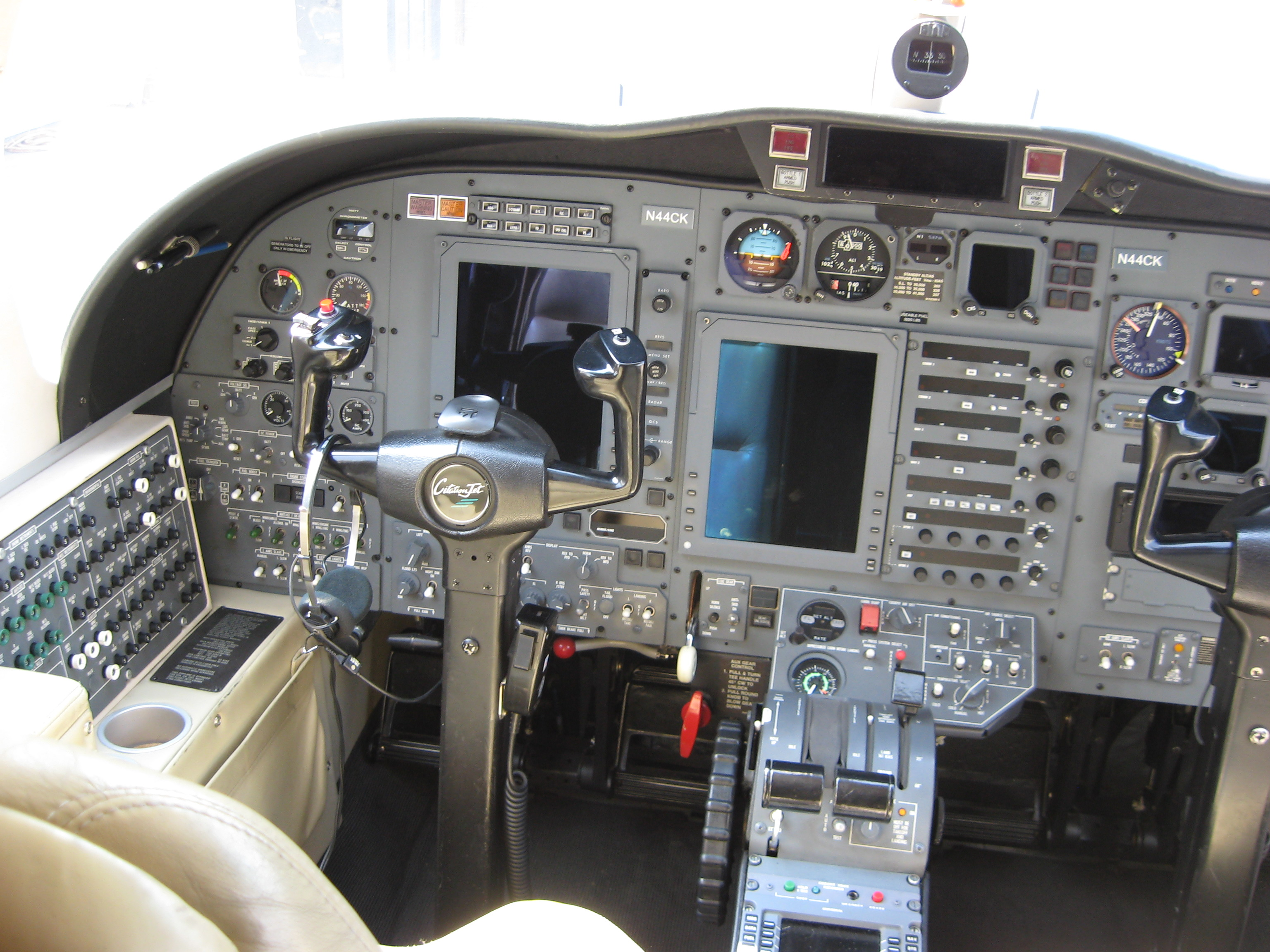
Cockpit d'un Cessna CJ1

Le Cessna Citation CJ1 (également modèle 525) fut développé en tant que version améliorée du CitationJet. Il recevait une suite avionique EFIs plus moderne et une masse maximale au décollage légèrement plus élevée. Le CJ1 fut remplacé par le CJ1+ dont il partageait la cellule ce dernier recevait une avionique plus récente et un FADEC, un ordinateur qui contrôle les moteurs en lieu et place des commandes mécaniques.
Le Cessna Citation CJ2 (modèle 525A) était une version agrandie de 1,524 m du Citation CJ1. Il fut livré la première fois en 2000. Le modèle 525A connut deux variantes, le basique CJ2 et le CJ2+, plus récent, qui recevait une avionique mise à jour, des performances accrues et un FADEC. Le Citation CJ2+ fut livré pour la première fois en avril 2006.
Le Cessna Citation CJ3 (modèle 525B) est une version agrandie du Citation CJ2. L'avion fut révélé en septembre 2002 lors de la convention de la National Business Aviation Association (en). Il effectua ses premier et second vols le même jour, le 17 avril 2003. Il a reçu son certificat de navigabilité de la Federal Aviation Administration en octobre 2004, et fut livré en décembre de la même année. La cabine du CJ3 est livrée en standard dans une configuration à 6 fauteuils club, mais elle peut être personnalisée. Le cockpit est conçu pour être piloté par une seule personne mais peut recevoir deux membres d'équipage. La planche de bord reçoit une suite avionique développée par Rockwell Collins. Il possède une porte extérieure pour le chargement des bagages, ainsi qu'un compartiment à bagage accessible depuis la cabine.
Le Cessna Citation CJ4 (modèle 525C) est une version encore agrandie de 0,61 m du CJ3. Le CJ4 comporte aussi une nouvelle voilure en empruntant l'aile en légère flèche du Citation Sovereign. Il est présenté en 2006, et effectue son premier vol depuis la piste de la base aérienne McConnell à Wichita au Kansas le 8 mai 2008. Les premières livraisons commencèrent en 2010.

En 2011, la Federal Aviation Administration interdit temporairement de vol les CJ4 et émit une consigne de navigabilité en raison d'incendies survenus les batteries lithium-ion d'origine : 

« Nous adoptons une nouvelle consigne de navigabilité (CN) concernant certains avion Cessna Aircraft Company (Cessna) Model 525C. Cette CN d'urgence a été envoyée précédemment à tous les utilisateurs et propriétaires américains de ces avions. Cette CN exige le remplacement des certaines batteries lithium-ion installées en tant que batteries principales par des batteries à base soit de Nickel-Cadmium soit de plomb. Cette CN a été émise à la suite d'un compte-rendu d'incident concernant l'incendie d'une batterie faisant suite au branchement d'un groupe de parc sur l'un des avions équipé avec une batterie lithium-ion en tant que batterie principale. Nous éditons cette CN afin de corriger les conditions dangereuses induites par ces produits. »

## Conception
Le CitationJet est un monoplan à ailes basses et train d'atterrissage tricycle rétractable. Il possède une cabine pressurisée, un empennage en T et est motorisé par deux turboréacteurs montés sur pylone à l'arrière du fuselage.

### Caractéristiques
|                            | CJ1+              | CJ2+                | CJ3              | CJ4              |
| Caractéristiques           | Caractéristiques  | Caractéristiques    | Caractéristiques | Caractéristiques |
| -------------------------- | ----------------- | ------------------- | ---------------- | ---------------- |
| Longueur                   | 12,98 m           | 14,53 m             | 15,59 m          | 16,26 m          |
| Envergure                  | 14,30 m           | 15,19 m             | 16,26 m          | 15,49 m          |
| Hauteur                    | 4,19 m            | 4,27 m              | 4,62 m           | 4,67 m           |
| Surface alaire             | m2                | 25 m2               | 27 m2            | 31 m2            |
| Masse maximum au décollage | 4 853 kg          | 5 670 kg            | 6 291 kg         | 7 761 kg         |
| Passagers                  | 3-9               | 8                   | 7                | 8                |
| Charge utile maximum       | 279 kg            | 767 kg              | 794 kg           | 939 kg           |
| Motorisation               |                   |                     |                  |                  |
| Moteur                     | Williams FJ44-1AP | Williams FJ44-3A-24 | Williams FJ44-3A | Williams FJ44-4A |
| Poussée unitaire           | 8,74 kN           | 11,08 kN            | 12,54 kN         | 16,11 kN         |
| Performances               |                   |                     |                  |                  |
| Distance franchissable     | 2 408 km          | 2 987 km            | 3 472 km         | 3 556 km         |
| Vitesse de croisière       | 720 km/h          | 774 km/h            | 770 km/h         | 835 km/h         |
| Plafond                    | 12 497 m          | 13 716 m            | 13 716 m         | 13 716 m         |
| Taux de montée             | 1 003 m/min       | 1 256 m/min         | 1 365 m/min      | 1 175 m/min      |

## Variantes

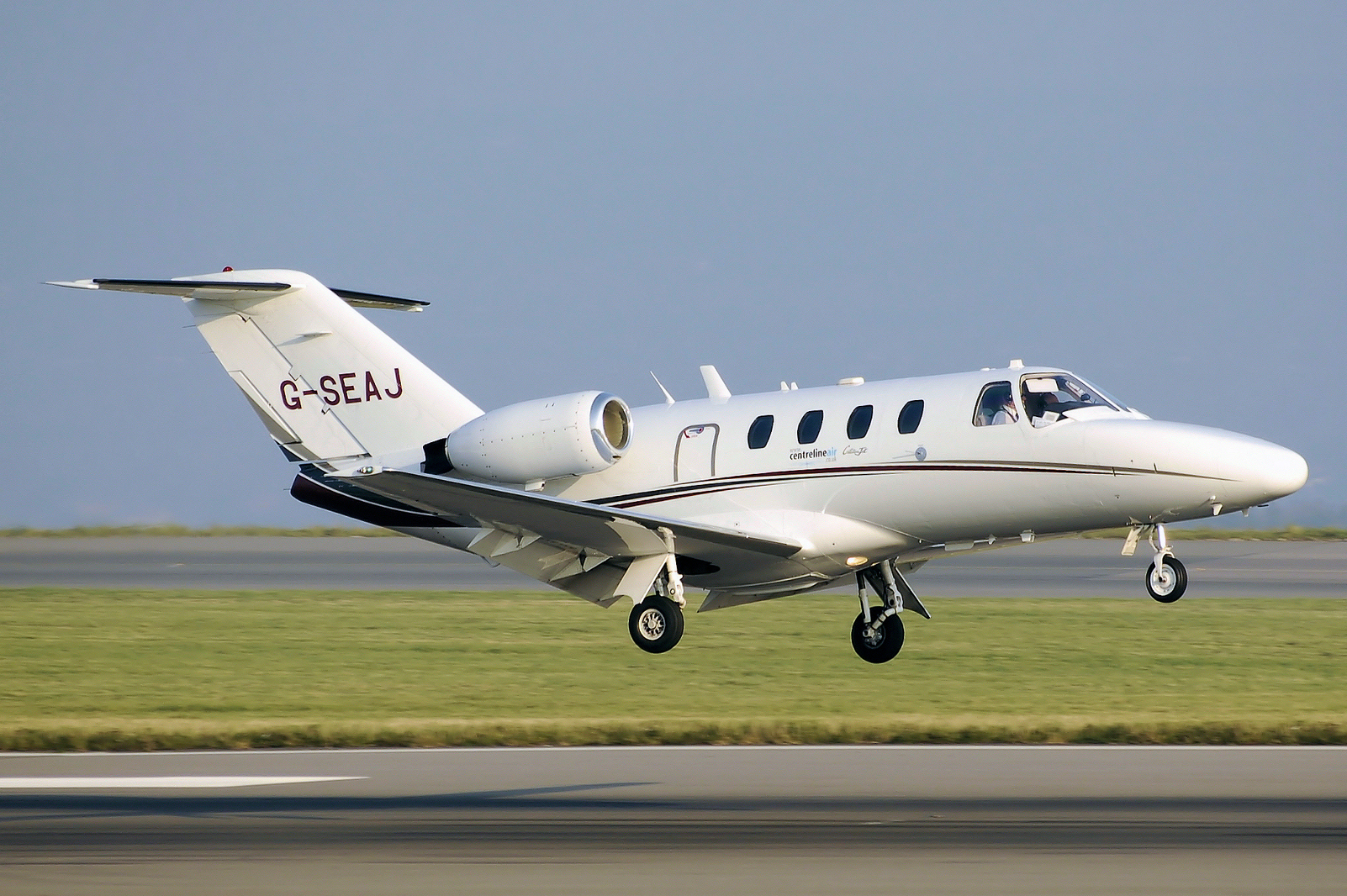
Cessna 525 CitationJet à l'atterrissage.

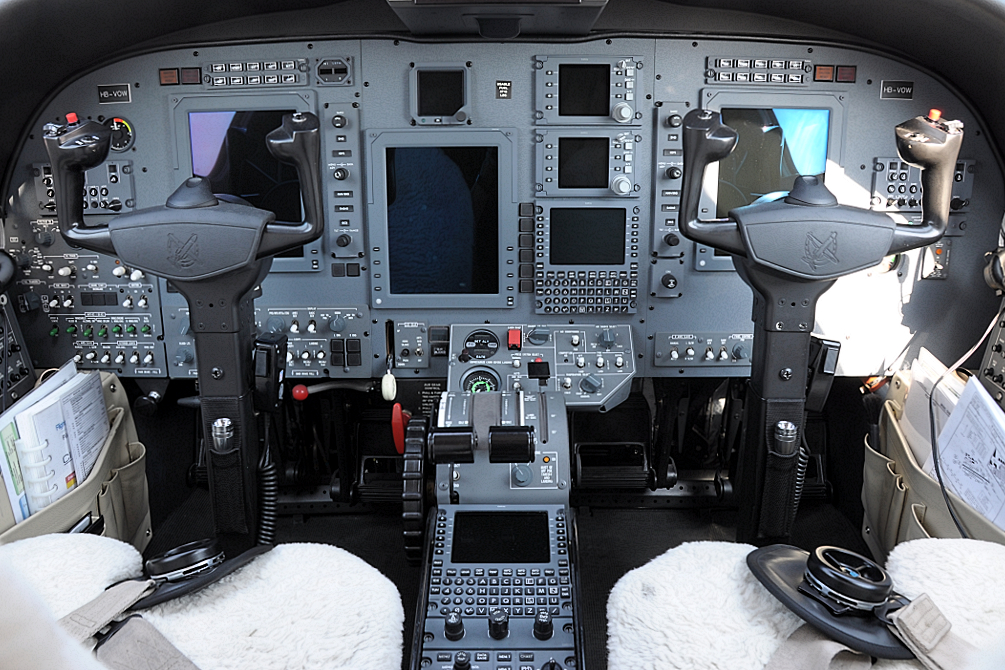
Cockpit d'un Cessna 525B CitationJet 3

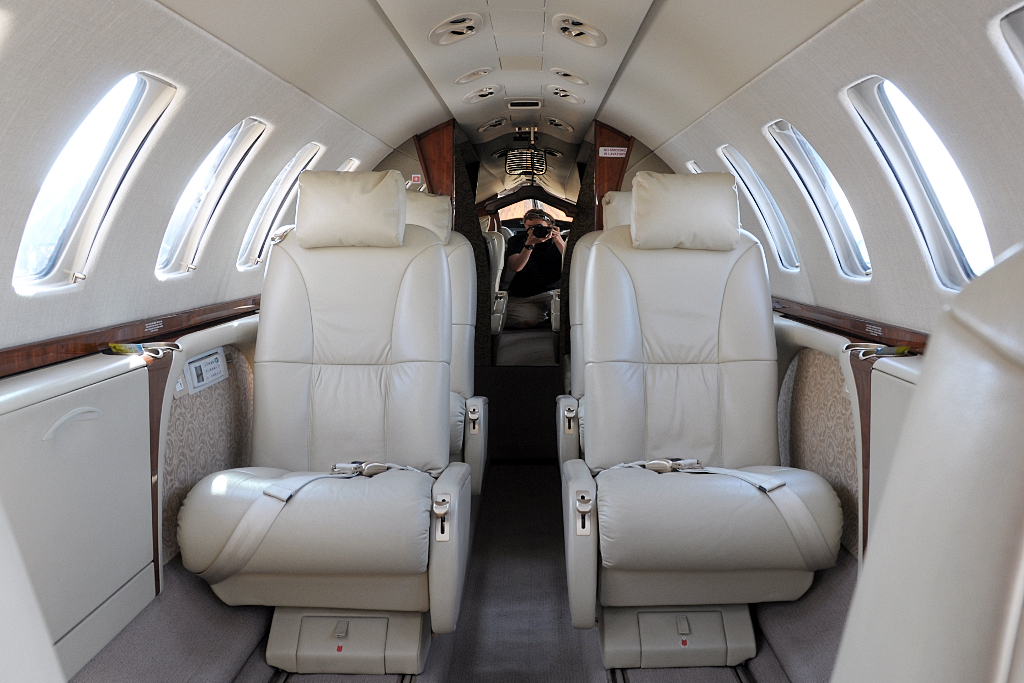
Cabine d'un Cessna 525B CitationJet 3.

### Modèle 525
CitationJet
Modèles 525 numéros de série 0001 à 0359 vendus sous le nom de CitationJet et motorisés par deux turboréacteurs Williams International FJ-44-1A.
CitationJet CJ1
Modèles 525 numéros de série 0360 à 0599 vendus sous le nom de CitationJet CJ1 et motorisés par deux turboréacteurs Williams International FJ-44-1A.
CitationJet CJ1+
Modèles 525 numéros de série 0600 et supérieurs vendus sous le nom de CitationJet CJ1+ et motorisés par deux turboréacteurs Williams International FJ-44-1AP.
Citation M2
Modèles 525 vendus sous le nom de Citation M2 et motorisés par deux turboréacteurs Williams International FJ44-1AP-21 et équipé du Garmin G3000.
Citation M2 Gen2
Equipé d'une automanette.
Citation M2 Gen3
Equipé de l'autoland, annoncé pour 2027.

### Modèle 525A
CitationJet CJ2
Modèles 525A numéros de série 0001 à 0299 vendus sous le nom de CitationJet CJ2 et motorisés par deux turboréacteurs Williams International FJ44-2C.
CitationJet CJ2+
Modèles 525A numéros de série 0300 et supérieurs vendus sous le nom de CitationJet CJ2+ et motorisés par deux turboréacteurs Williams International FJ44-3A-24.

### Modèle 525B
CitationJet CJ3
Modèles 525B vendus sous le nom de CitationJet CJ3 et motorisés par deux turboréacteurs Williams International FJ-44-3A.
Citation CJ3+
Modèles 525B vendus sous le nom de Citation CJ3+ et équipé du Garmin G3000.
Citation CJ3 Gen2
Equipé d'une automanette.
Citation CJ3 Gen3
Equipé de l'autoland, annoncé pour 2027.

### Modèle 525C
Citation CJ4
Modèles 525C vendus sous le nom de Citation CJ4 et motorisés par deux turboréacteurs Williams International FJ44-4A, en 2010.
Citation CJ4 Gen2
Cabine redessinée, en 2021.
Citation CJ4 Gen3
Ajout de winglets. Equipé de l'avionique Garmin G3000 Prime, d'une automanette et de l'autoland, annoncé pour 2026.